# Poropuntius deauratus
Cá hồng nhau bầu (Danh pháp khoa học: Poropuntius deauratus) là một loài cá trong chi Poropuntius thuộc họ cá chép.

## Đặc điểm
Thân cá dài, dẹp bên, thân màu sáng, lưng thẫm hơn bụng, vẩy phần lưng ở gốc có chấm nâu; chúng có chiếc mõm tù, nhô ra phía trước, có nhiều nốt sừng, miệng nhỏ, hàm dưới hơi thụt vào, có hai đôi râu dài gần bằng đường kính mắt, mắt to nằm ở nửa trên của đầu. Vây lưng có khởi điểm tương xứng với vây bụng, tia đơn cuôi hóa xương và phía sau có răng cưa mịn. Vẩy to phủ toàn thân, đường bên hơi cong về phía bụng, các vây xám nhạt, viền thùy vây đuôi có sọc đen.